# Bad Blumau
Bad Blumau és un municipi del districte de Fürstenfeld, a l'estat d'Estiria (Àustria) sobre el Riu Safen, poc abans de la seva desembocadura al Lafnitz.
A causa de l'antiga activitat volcànica a la zona les seves aigües subterrànies són termals. En la dècada de 1970 es confirma l'existència d'aigües termals i Robert Rogner projecta un gran balneari. El disseny del mateix va ser encarregat a Friedensreich Hundertwasser. La construcció del complex Rogner Bad Blumau va començar en 1993 en col·laboració amb l'arquitecte Peter Pelikan i d'acord amb els preceptes motivadors de l'arquitectura de Hundertwasser: en harmonia amb la naturalesa. Edificis asimètrics amb vegetació integrada, sostres coberts amb gespa, columnes de colors, finestres "dansants" i pisos ondulats conformen un complex termal de 40 hectàrees que inclou allotjament en apartaments i suites, piscines, sauna, centre de salut, espais per a esports i restaurants.
En 2001 va rebre la denominació de spa i la comunitat abans principalment agrícola es va veure definitivament enfocada al turisme amb nombrosos hotels i variada oferta gastronòmica.